# Autoroute A72 (France)
Pour les articles homonymes, voir A72.
L'A72 est une autoroute française qui relie l'A89, à hauteur de Nervieux (à mi-chemin entre Roanne et Montbrison), à Saint-Étienne dans la Loire. 
À l'origine,  l'A72 reliait Clermont-Ferrand à Saint-Étienne, jusqu'en 2006, quand la partie de Clermont-Ferrand à Nervieux est renumérotée A89. Celle-ci se poursuit au delà de Nervieux vers l'est en direction de Lyon. 
Avant 2006, l'A72 faisait partie de l'E70 entre Clermont-Ferrand et Nervieux.

## Caractéristiques
Elle est concédée à la société Autoroutes du Sud de la France (ASF) dans laquelle elle fait partie de la zone Centre. Radio Vinci Autoroutes est disponible sur l'A72 sur la fréquence 107.7 FM.

## Histoire
Le premier tronçon autoroutier de l'A72 a été mis en service en 1975 par classement dans la voirie autoroutière (alors sous la numérotation B47) de la section entre La Terrasse (sortie 12) et Méons (sortie 15), puis par l'ouverture de la section entre Andrézieux-Bouthéon (sortie 8b) et Ratarieux (sortie 10).
Côté puydômois, une section de l'autoroute B71, construite par la DDE du Puy-de-Dôme, ouvre en mars 1977 entre la Thiers-Ouest (sortie 2, actuellement 29) et une fin provisoire débouchant sur la RN 89 à Chabreloche. Cette section est prolongée à l'ouest vers Lussat le 24 octobre 1978. Cette dernière section est inaugurée par le Président de la République Valéry Giscard d'Estaing.
Ces deux sections sont renumérotées A72 en 1982.
Une autre section ouvre entre Ratarieux et La Terrasse en 1983.
L'autoroute atteint la plaine du Forez en 1984 et 1985 par l'ouverture complète de la liaison entre Clermont-Ferrand et Saint-Étienne.
En 2006, l'A72 a été renommée A89 entre Clermont-Ferrand et Nervieux.

## Parcours
Section concédée à ASF et payante.
- Échangeur entre A89 et A72 à 54,8 km : Clermont-Ferrand, Thiers, Roanne, Lyon (A6) (km 84,6)
- 6 Feurs à 44 km : Feurs, Boën (km 95)
  -  Aire de service de la Plaine du Forez (dans les deux sens)
- 7 Montrond à 32 km : Montrond-les-Bains, Montbrison (km 107)
  -  Aires de repos de Chante Perdrix (sens  Clermont-Saint-Étienne),  des Chaninats (sens Saint-Étienne-Clermont)
- Péage de Veauchette (à système fermé)
- 8 Andrézieux-Bouthéon à 19 km : Veauche, Andrézieux-Bouthéon, Opéra Parc - Les Murons, Z.I. Nord (demi-échangeur, de et vers Clermont) '(km 119)

Section non-concédée gérée par la DIR Centre-Est et gratuite.
- 8a/8b Andrézieux-Bouthéon à 17 km : Thiers, Roanne par RD, Montrond-les-Bains, Veauche,  Aéroport de Saint-Étienne-Loire Andrézieux-Bouthéon (demi-échangeur, de et vers Saint-Étienne)
- 9 La Fouillouse à 15 km : Saint-Just-Saint-Rambert, La Fouillouse,  Aéroport de Saint-Étienne-Loire, Opéra Parcs, Autres Zones (sortie modifiée dans le sens Saint-Étienne → A89)
  -  2 × 3 voies
- 10 Saint-Etienne - ouest à 10 km : Saint-Étienne, La Fouillouse, Firminy, Annonay, Le Puy-en-Velay, Villars, Bellevue,  Hôpital Nord
- 11 Saint-Priest-en-Jarez à 8 km : Saint-Étienne, Saint-Priest-en-Jarez
- 12 Saint-Étienne - La Terrasse à 6 km : Saint-Étienne - centre, Saint-Priest-en-Jarez, Villars, L’Étrat par la voie de droite dédiée
  -  2 × 2 voies
- 13 Saint-Étienne - Montreynaud à 5 km : Saint-Étienne, Technopole
- 14 La Talaudière à 4 km : Saint-Étienne, La Talaudière, Stade Geoffroy-Guichard, Zénith-Cité du Design, Z. I. Molina
- 15 Saint-Etienne - Méons à 3 km : Saint-Étienne, Sorbiers (trois-quarts échangeur ; sortie fermée dans le sens A89 → N88)
- 16 Saint-Jean-Bonnefonds à 2 km : Saint-Jean-Bonnefonds, Monthieu, Terrenoire
- Échangeur entre RN 488 et A72 à 1 km : Saint-Chamond, Valence, Lyon (A7)
- 17 Saint-Étienne - Monthieu à 1 km : Saint-Jean-Bonnefonds, Saint-Étienne, Centres Commerciaux (demi-échangeur ; de et vers la RN88)
- Échangeur entre RN 88 et A72 à 0 km : Le Puy-en-Velay, Annonay, Firminy, Saint-Étienne - Autres-Quartiers

### Note sur le kilométrage
L'A72 étant d'abord construite à Saint-Étienne sous le numéro B47, le kilométrage en est ainsi : le PR 0 est situé au niveau des échangeurs A72/RN 88/RN 488, et interrompt le kilométrage normal de l'A72 au kilomètre 123.
Avec le renommage de la section Clermont-Ferrand – Nervieux en A89, le kilométrage n'a pas été modifié sur l'A72 ; elle commence au kilomètre 84,63 très précisément. Le kilométrage de la section renommée A89 a été majoré de 400 kilomètres (km 29 A72 → km 429 A89). L'A72 fait 54,850 km dont 21 km à section gratuite.

## Lieux touristiques
- Les Monts du Forez.

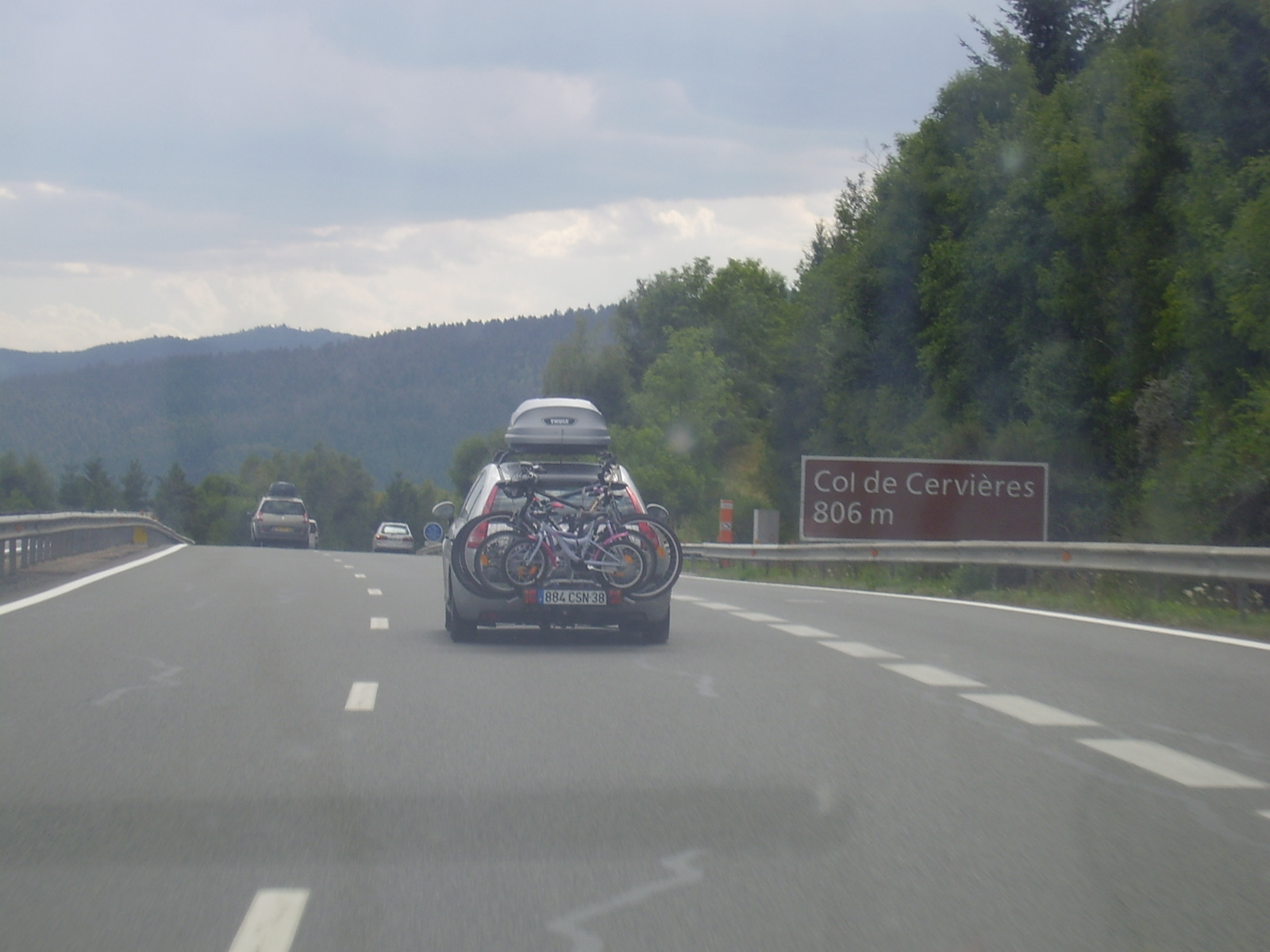
Le franchissement du col de Cervières (altitude 806 m), en direction de Clermont-Ferrand

- Le village médiéval de Cervières, qui donne son nom au col traversé par l'autoroute à 806 m d'altitude.
- Le château de la Bâtie d'Urfé.
- Le château fort de Montrond-les-Bains.
- L'Écopôle du Forez[4], site de promenades et d'observation de la faune des étangs.
- Le château de Bouthéon.
- La station thermale de Saint-Galmier.

## Lieux sensibles
- Le tracé de l'ancienne A72 étant sinueux entre Thiers-Ouest et Saint-Germain-Laval, la vitesse est limitée à 110 km/h (100 km/h par temps de pluie) sur 40 km.
- À Saint-Étienne, le soir aux heures de pointe et quand il y a un match au stade Geoffroy-Guichard et un spectacle au Zénith.

## Galerie d’images

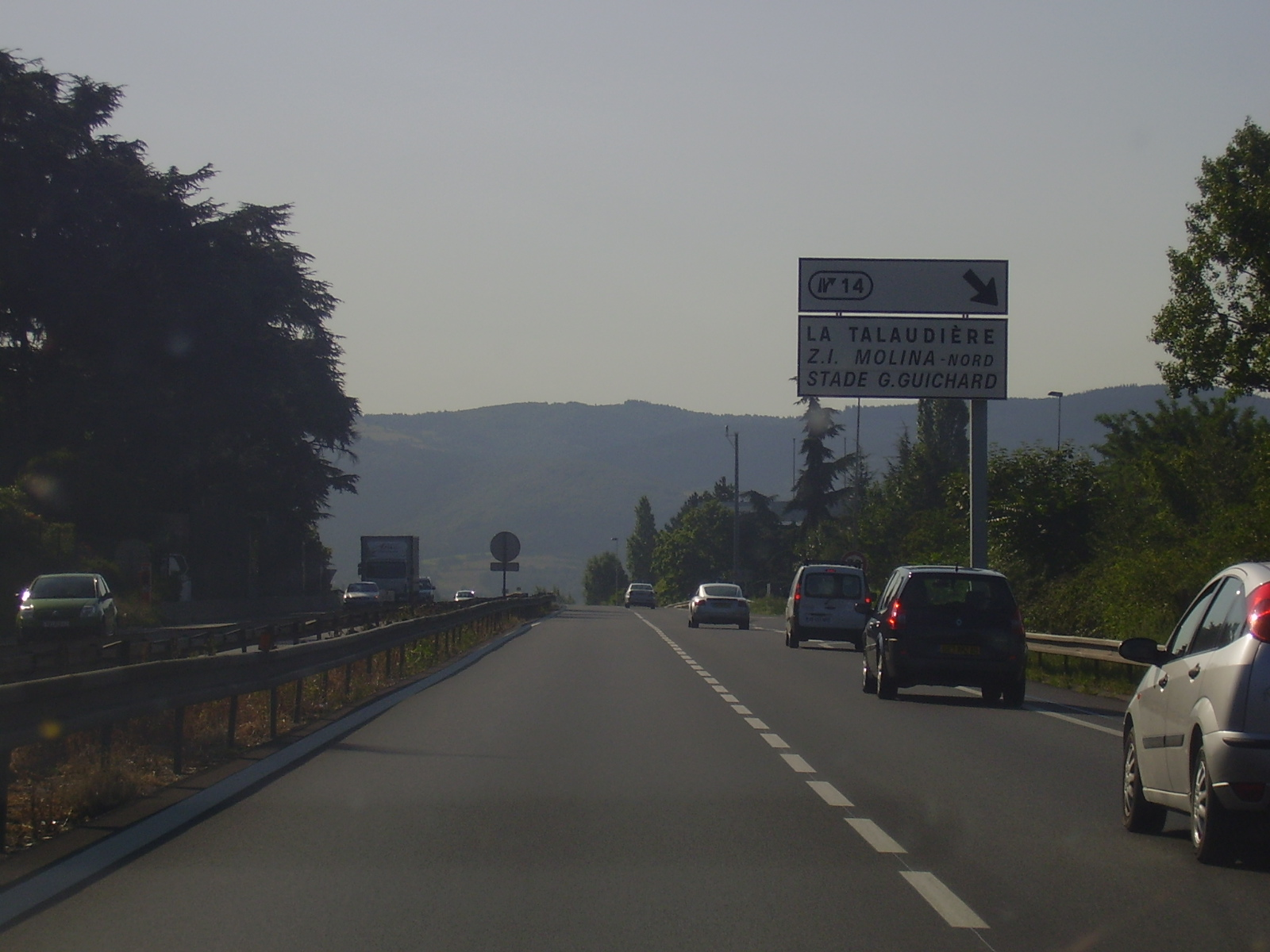
Sortie 14
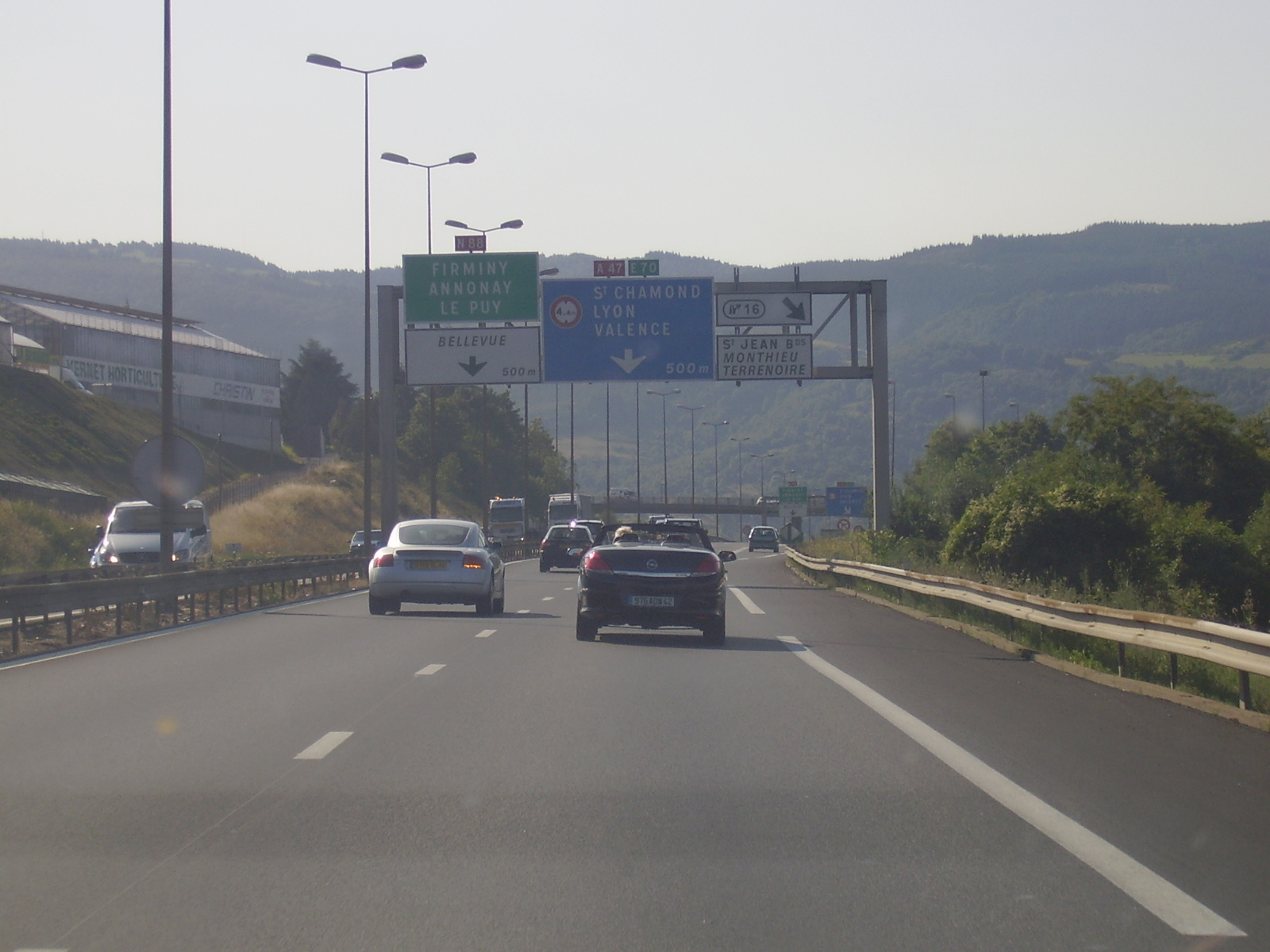
Sortie 16, avant la bifurcation A72/A47/N88

## Les constructions
- 1975 (Nervieux-Andrézieux Bouthéron) Nouvelles Sorties:  8a/8b Andrézieux-Bouthéon,  8 Andrézieux-Bouthéon,  7 Montrond,  6 Feurs
- 1980 (Andrézieux Bouthéron-Saint Étienne) Nouvelles Sorties:  10 Saint-Etienne - ouest,  9 La Fouillouse
- 1981: Nouvelles Sorties:  14 La Talaudière,  12 Saint-Étienne - La Terrasse
- 1982: Nouvelles Sorties:  15 Saint-Etienne - Méons
- 1983: Nouvelles Sorties:  13 Saint-Étienne - Montreynaud Nouvelles aire de services:  Aires de repos de Chante Perdrix (sens  Clermont-Saint-Étienne),  des Chaninats (sens Saint-Étienne-Clermont)
- 1984: Nouvelles aire de services:  Aire de service de la Plaine du Forez (dans les deux sens)
- 1985: Nouvelles Sorties:  16 Saint-Jean-Bonnefonds
- 1989: Nouvelles Sorties:  11 Saint-Priest-en-Jarez
- 1994:Nouvelles Péages:  Péage de Veauchette (à système fermé)